# GRAMPS
Gramps, che in inglese ricorda la parola “nonni”, ma in realtà è l'acronimo di Genealogical Research and Analysis Management Programming System (in italiano: "Sistema di programmazione per la ricerca e la gestione dell'analisi in genealogia"), è un programma open source che include anche le indicazioni in tale campo da parte dei mormoni (LDS). Esiste anche la versione in italiano.